# Prevención del delito

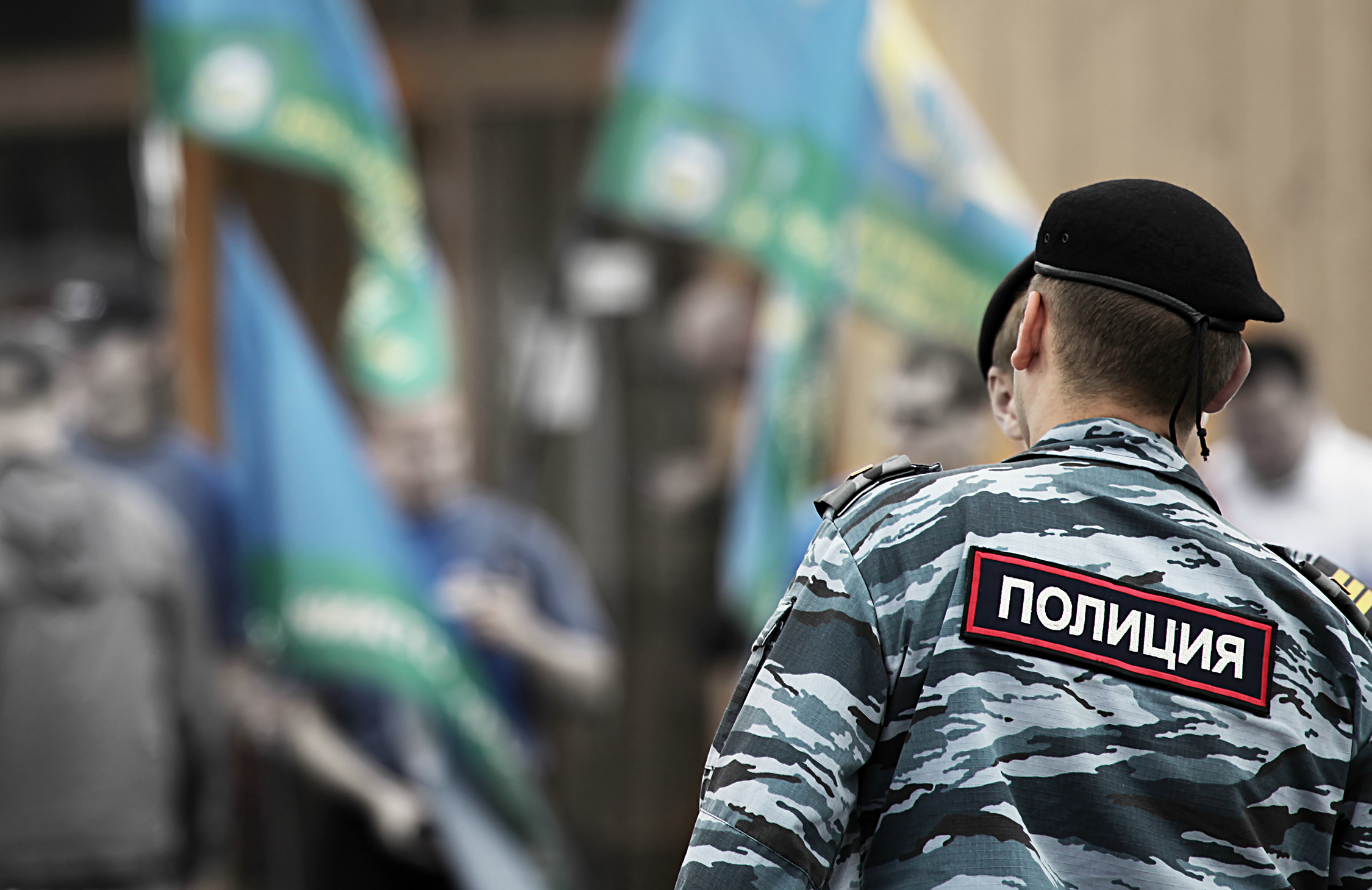
Seguridad al delito es una opinión

La prevención del delito o prevención de la delincuencia es el intento de reducir los delitos y disuadir a los delincuentes. El término se aplica específicamente a los esfuerzos de los gobiernos para disminuir los delitos, aplicar la ley y mantener la justicia penal.

## Estudios
Criminólogos como Gottfredson, Mckenzie, Eck, Farrington, Sherman, Waller y otros han estado al frente de analizar lo que funciona para evitar el delito[cita requerida]. Comisiones y organismos de investigación como la Organización Mundial de la Salud, Naciones Unidas, el Consejo Nacional de Investigación de los Estados Unidos o la Comisión de Auditoría del Reino Unido han revisado estos análisis y otros sobre qué reduce los índices de delincuencia interpersonal.
Están de acuerdo en que los gobiernos, para gestionar adecuadamente los factores de riesgo que causan el delito, deben ir más allá de aplicar la ley y mantener un sistema de justicia penal eficaz, porque eso tiene una mejor relación coste-eficacia y produce mayores beneficios sociales que las maneras estándares de responder al delito. Por ejemplo, el Programa Perry (EE. UU.) de estimulación temprana y mejora nutricional de niños desfavorecidos consiguió unos ahorros de 13 dólares por cada dólar invertido, en su mayoría debidos a la reducción de los delitos cometidos por sus beneficiarios.
Múltiples encuestas de opinión también confirman que la ciudadanía apoya la inversión en prevención. Waller utiliza estos materiales en Menos ley, más orden para proponer medidas concretas que reducen el delito, así como una ley específica.
La Guía de la Organización Mundial de la Salud (2004) complementa el Informe mundial sobre violencia y salud (2002) y la resolución 56-24 de la asamblea sanitaria mundial (2003) para que los gobiernos pongan en práctica las siguientes nueve recomendaciones:
1. Elaborar, aplicar y seguir un plan de acción nacional para la prevención de la violencia.
2. Aumentar la capacidad para recoger datos sobre violencia.
3. Definir prioridades para las causas, consecuencias y prevención de la violencia, y apoyar la investigación sobre ellas.
4. Promover respuestas de prevención primaria.
5. Fortalecer las respuestas para las víctimas de la violencia.
6. Integrar la prevención de la violencia en las políticas sociales y educativas, y así promover la igualdad entre mujeres y hombres y la igualdad social.
7. Incrementar la colaboración y el intercambio de información para la prevención de la violencia.
8. Promover, y realizar el seguimiento de, la adhesión a tratados internacionales, leyes y otros mecanismos para proteger los derechos humanos.
9. Buscar respuestas prácticas e internacionalmente acordadas a los tráficos mundiales de armas y drogas.

Las comisiones coinciden en la importancia de los municipios, porque son más capaces de organizar las estrategias para abordar los factores de riesgo que causan el delito. El Foro Europeo para la Seguridad Urbana y la Conferencia de Alcaldes de Estados Unidos han recalcado que los municipios deben centrarse en los programas para satisfacer las necesidades de los jóvenes en riesgo y las mujeres vulnerables a la violencia.
Para tener éxito, necesitan establecer, alrededor de un diagnóstico de la situación, una coalición de instituciones clave como escuelas, creación de empleo, servicios sociales, albergues y aplicación de la ley.
Se ha planteado la interrogante de si es posible reducir los delitos cuando los agentes policiales centran su atención en los puntos calientes o si esto simplemente ocasionará que la delincuencia se traslade.
Una revisión sistemática que incluye 19 estudios, 17 en Estados Unidos y otros dos en Argentina y Australia, contiene evidencia que demuestra una reducción general en la delincuencia y los disturbios cuando se implementaron intervenciones policiales en puntos calientes. Asimismo, la evidencia sugiere que estas intervenciones tienen mayor probabilidad de reducir la delincuencia en áreas adyacentes. Al emplear estas estrategias, sin embargo, deben tomarse en cuenta las reacciones de las comunidades locales, ya que estas pudieran acoger de manera positiva dichos esfuerzos, pero también pudieran rechazarlos si interpretan que los programas policiales son, por ejemplo, de mano dura.

## Otras medidas
La Red Mundial para unas Ciudades Más Seguras y el Reporte de Economía y Desarrollo 2014 de la CAF - banco de desarrollo de América Latina recomiendan también:
- Crear asociaciones culturales legales para acoger a miembros de pandillas ilegales.
- Formar a la policía en prevención eficaz de la violencia y el delito.
- Ofrecer actividades sanas a horas avanzadas, por ejemplo deportes: el programa Deporte a medianoche (Brasil) ha conseguido[3] una reducción del 30 % en el número de delitos.
- Fortalecer la nutrición y estimulación temprana de los niños y la promoción de ambientes familiares proactivos y no conflictivos.

## Tipos de prevención
Varios factores tienen que darse a la vez para que un delito ocurra:
1. Un individuo o grupo tiene el deseo o motivación para participar en un comportamiento prohibido;
2. Al menos uno de los participantes tiene las habilidades y las herramientas necesarias para cometer el delito; y
3. Se presenta una oportunidad de actuar.

La prevención primaria se dirige a factores individuales y factores familiares correlacionados con una posterior participación en delitos. Factores individuales, como apego a la escuela e implicación en actividades sociales, disminuyen la probabilidad de cometer delitos. Factores familiares, como adecuadas habilidades parentales, reducen este riesgo para los hijos.
Los factores de riesgo son de naturaleza aditiva: cuanto mayor es el número de factores, más grande resulta el riesgo de cometer delitos. Además hay iniciativas que buscan reducir los índices de delincuencia en una población o a nivel de conjunto.
Por ejemplo, Larry Sherman, de la Universidad de Maryland, en Combatiendo la violencia doméstica (1993) demostró que cambiar la política de la respuesta policial a llamadas por violencia doméstica alteraba la probabilidad de violencia posterior. Patrullar los puntos calientes, áreas donde se sabe que se cometen más delitos, disminuye el número de delitos que se denuncian a la policía en dichas áreas. Otras iniciativas incluyen policía comunitaria o esfuerzos para capturar a delincuentes conocidos. Organizaciones como America Most Wanted (Los más buscados de EE. UU.) o Crime Stoppers ayudan a atrapar a estos delincuentes.
La prevención secundaria emplea técnicas de prevención dirigidas a los jóvenes con alto riesgo de cometer delitos, y se centra especialmente en los jóvenes que abandonan la escuela o se meten en pandillas. Se centra en los programas sociales y la aplicación de la ley en barrios donde los índices de delincuencia son altos. Muchos de los delitos que allí se producen están relacionado con problemas sociales y físicos. El uso de prevención secundaria en ciudades como Birmingham y Bogotá ha conseguido grandes reducciones en delito y violencia. Esta prevención, al igual que los servicios sociales generales, las instituciones educativas y la policía, se centra en los jóvenes con mayor riesgo, y se ha demostrado que reduce significativamente los delitos.
La prevención terciaria se utiliza después de que haya ocurrido un delito para evitar que se repita. Un ejemplo de esta prevención es la aplicación de nuevas políticas de seguridad tras atentados terroristas como los del 11 de septiembre de 2001.
La prevención situacional de delitos emplea técnicas centradas en reducir la oportunidad de cometer un delito. Por ejemplo aumentar la dificultad para cometerlo, aumentar los riesgos que correrían quienes intentaran cometerlo, o reducir los beneficios del delito.
La vigilancia a través del uso de circuitos cerrados de televisión (CCTV) es cada vez más común en los espacios públicos para la prevención de delitos. La justificación para su uso es que disuade a posibles delincuentes, puede alertar rápidamente a la policía o al personal de seguridad para que intervengan, y ayuda a que las personas se sientan más seguras. Sin embargo, el uso de CCTV, tiene un costo muy elevado. Por ejemplo, se estima que en el Reino Unido se gastaron más de 250 millones de libras en CCTV entre 1992 y 2002, siendo esta forma de vigilancia una de las que recibió mayor financiamiento.
Una revisión sistemática de 44 estudios realizados en el Reino Unido, Estados Unidos, Canadá, Noruega y Suecia, determinó que el uso de CCTV tiene un modesto impacto en la reducción de la delincuencia. Los resultados sugieren que la vigilancia es más efectiva en prevenir robos de vehículos en estacionamientos, y es menos efectiva en los centros urbanos de las ciudades y pueblos, en las viviendas públicas y en el transporte público. Asimismo, se determinó que la efectividad es mayor cuando la cobertura de la cámara es más amplia, y que esta no tiene efecto alguno sobre delitos violentos.
Los programas de sensibilización «Scared Straight» (Asustar para corregir) tienen como objetivo disuadir el crimen y la delincuencia, al proporcionar a delincuentes juveniles una experiencia de primera mano sobre la vida en prisión y una interacción con reclusos adultos. Estos programas se promueven como una estrategia de prevención del crimen, ya que identifica a los jóvenes en riesgo de cometer delitos (también llamados predelincuentes) para desalentarlos de cualquier conducta delictiva futura. Para ello, se organizan visitas a la cárcel, de manera que estos jóvenes puedan obtener una visión más real de lo que significa vivir en prisión.
Una revisión sistemática de 9 estudios realizados en Estados Unidos concluyó que las intervenciones «Scared Straight» producen efectos negativos, si se les compara con no hacer nada. Específicamente, siete de los estudios demostraron que la intervención aumentó significativamente las probabilidades de delinquir por parte de los delincuentes juveniles. Por tanto, no es posible recomendar este tipo de intervenciones como una estrategia de prevención del crimen. No obstante, si se continúan aprobando tales programas, se recomienda llevar a cabo una evaluación rigurosa que garantice como mínimo que estos no causen más daños que beneficios.

## Prevención situacional de delitos
La prevención situacional de delitos (SCP por sus siglas en inglés) es un concepto relativamente nuevo que utiliza un planteamiento preventivo centrado en reducir las oportunidades para delinquir. La SCP se centra en el entorno del delito y es diferente de la mayoría de la criminología porque empieza examinando las circunstancias que permiten un tipo de delito. Tras comprender estas circunstancias, se introducen cambios en el entorno con el objetivo de reducir las oportunidades de delinquir. Así, la SCP se centra más en la prevención del delito que en su castigo o en la detección de los delincuentes. Su intención es hacer que la delincuencia sea menos atractiva para los infractores.
La SCP se centra en los procesos reductores de oportunidades que:
- se dirigen a tipos específicos de delitos;
- implican la gestión o cambio del entorno inmediato tan organizada y permanentemente como sea posible; y
- resultan en que el delito sea más difícil y arriesgado o menos beneficioso y justificable.

La teoría detrás de la SCP se concentra en la creación de mecanismos de seguridad que ayuden a proteger a las personas honradas haciendo que los delincuentes teman que no podrán cometer el delito o que serán atrapados o detectados. Esto resultará en que estén poco dispuestos a cometer delitos donde se hayan instalado tales mecanismos. Este razonamiento se basa en el concepto de elección racional: cada posible delincuente evaluará la situación de un delito potencial, considerará positivamente cuánto puede ganar, lo contrapesará con lo que puede perder y la probabilidad de fallar, y actuará en consecuencia.
Un ejemplo práctico de SCP es la imposición automatizada de sanciones por infracciones de tráfico (IASIT). Sistemas IASIT emplean cámaras en las carreteras o las calles para detectar a los conductores que infringen el límite de velocidad o que se saltan un semáforo en rojo. Las cámaras además leen la matrícula del vehículo y transmiten la infracción a un sistema de notificación. Se anuncia (por ejemplo mediante carteles) la instalación de estos sistemas para intentar que el número de infracciones se mantenga bajo. Como el potencial infractor —alguien que está dudando si sobrepasar el límite de velocidad o saltarse el semáforo en rojo— sabe que la probabilidad de sanción es casi del 100 %, esto lo desincentiva completamente en las áreas donde se instalan IASIT. Aunque no concluyente, la evidencia muestra que estos sistemas funcionan. En un estudio de Filadelfia, algunas de las intersecciones más peligrosas de la ciudad experimentaron una reducción del 96 % en los conductores que se saltaban el semáforo en rojo después de la instalación y anuncio de un sistema IASIT.

### Aplicación de la SCP a la informática
La SCP en general intenta apartarse de las teorías "disposicionales" de comisión de delitos —esto es, la influencia de factores psicosociales o genéticos del posible delincuente— para centrarse en aquellos factores medioambientales y situacionales que potencialmente pueden influir en la conducta infractora. Por ello, más que centrarse en el delincuente, la SCP se centra en las circunstancias que llevan a delinquir. Entender estas circunstancias conduce a la introducción de medidas que alteran los factores medioambientales con el objetivo de reducir las oportunidades de delinquir. Entre otros aspectos de la SCP pueden citarse:
1. Tomar como objetivo delitos específicos, p. ej. el ciberdelito.
2. Hacer que el delito cueste un mayor esfuerzo.
3. Reducir las provocaciones.[12][13]

Se ha propuesto valorar a los ciberdelincuentes en términos de sus atributos criminales, los cuales incluyen habilidades, conocimiento, recursos, acceso y motivos (SKRAM por sus siglas en inglés). Dichos delincuentes normalmente tendrán estos atributos en mayor grado, y por esta razón la SCP puede ser más útil que otros planteamientos tradicionales de prevención. Clarke propuso una tabla de 25 técnicas de SCP, pero los 5 encabezamientos generales son:
1. Aumentar el esfuerzo necesario para cometer el delito.
2. Aumentar el riesgo que corre el delincuente.
3. Reducir los beneficios de cometer el delito.
4. Reducir cualquier provocación para cometer el delito
5. Eliminar cualquier excusa para cometer el delito[15]

Los profesionales informáticos y otros que desean luchar contra el ciberdelito podrían utilizar las mismas técnicas y consiguientemente reducir la frecuencia de estos delitos.
Diseñar el entorno para dejar fuera al delito es un elemento crucial de la SCP y la manera más eficiente de utilizar ordenadores para combatir el delito es pronosticar el comportamiento del delincuente. Si se pronostica correctamente, el delito es mucho más difícil. La SCP también tiene una ventaja sobre otros planteamientos de seguridad informática: no se centra en el delito desde el punto de vista del delincuente.
Muchas organizaciones o empresas son muy dependientes de la Tecnologías de la información y la comunicación|tecnologías de la información y las comunicaciones]] (TIC) y la información se ha vuelto un bien extremadamente valioso. Aunque almacenar la información en ordenadores facilita el acceso compartido por los usuarios, el ciberdelito es una amenaza considerable para dicha información, ya lo cometa un pirata externo, ya uno interno. Tras los virus, el acceso ilícito a la información y su robo constituyen el mayor porcentaje de todas las pérdidas financieras asociadas con delitos informáticos e incidentes de seguridad. Las empresas necesitan protegerse contra estas actividades ilegales o inmorales. El delito de intrusión en un sistema informático es un negocio enorme —pues el pirata puede robar contraseñas, leer o alterar archivos y acceder a correos electrónicos confidenciales— pero casi podría ser eliminado si se impidiera a los hackers acceder al sistema informático o se los identificara lo suficientemente deprisa.
Pese a los muchos años de investigación en seguridad informática, a las enormes cantidades de dinero gastado en operaciones seguras y al aumento de los requisitos de formación, hay informes frecuentes de intrusiones y robos de datos en algunos de los sistemas informáticos más fuertemente protegidos del mundo. La delincuencia en el ciberespacio está aumentando con actividades tales como lectura de correo electrónico ajeno, fraude con tarjetas de crédito e infracción de derechos de autor. Al aumentar el uso y la extensión de Internet, se establecen muchos servicios y aplicaciones web, ampliamente utilizados por las empresas para sus transacciones.
En el caso del ciberdelito, incluso las empresas precavidas que intentan crear una seguridad ampli y eficaz pueden, involuntariamente, generar oportunidades para la intrusión al utilizar controles inapropiados. Consiguientemente, si las precauciones no proporcionan un nivel adecuado de seguridad, el sistema informático estará en peligro.
Las técnicas SCP pueden ser específicamente adaptadas al ciberdelito de la forma siguiente:
Aumentar el esfuerzo
Proteger mejor los posibles objetivos y restringir el acceso —usando firewalls, encriptación, acceso con tarjeta o contraseña a bases de datos de identificadores (ID) y prohibir sitios web hacker y revistas.
Aumentar el riesgo que corre el delincuente
Reforzar los procedimientos de autenticación —comprobación del historial de los empleados con acceso de base de datos, seguimiento de las pulsaciones en el teclado de los usuarios, uso de foto y huellas digitales para documentos de identidad o tarjetas de crédito, identificación adicional en las compras por Internet, uso de cámaras en cajeros automáticos y en los puntos de venta.
Reducir los beneficios de cometer el delito
Trasladar los posibles objetivos de delitos y alterar los ciberlugares —controlando los sitios de Internet y el correo basura (spam), penas duras para los piratas informáticos, notificación rápida de tarjetas de crédito robadas o perdidas y evitar números de identificación en todos los documentos oficiales.
Reducir las provocaciones y las excusas
Evitar las disputas y las tentaciones —manteniendo buenas relaciones entre los empleados y la dirección y concienciando continuamente sobre el uso responsable de la informática.
Muchos de estas técnicas no requieren una inversión considerable en alta tecnología informática, habilidades o conocimiento. La clave reside, más bien, en la utilización eficaz del personal existente y su formación.

### Salvaguardas
Otro aspecto de la SCP, más aplicable al ciberdelito es el principio de salvaguarda. La introducción de estas salvaguardas está diseñada para influir en la opinión del infractor potencial sobre los riesgos y beneficios de cometer el delito. Un delito normalmente se comete si el infractor decide que existe poco o ningún riesgo de ser detectado o atrapado. Uno de los objetivos de la SCP es poner salvaguardas en el punto donde el infractor potencial puede considerar desfavorablemente el acto delictivo. Por ejemplo, si un conductor se acerca un cruce donde hay cámaras que detectan la velocidad, y considera que hay casi un 100 % de probabilidad de ser multado si se salta la luz roja, puede decidir reducir su velocidad.
El uso de «guiones delictivos» ha sido publicitado como método de administrar las salvaguardas. Los guiones se desarrollaban originalmente en el campo de la ciencia cognitiva y se centran en la conducta orientada hacia objetivos racionales. Por ello los guiones se han propuesto como herramienta para examinar el comportamiento delictivo. En particular el uso de lo que se denomina un «guión universal» ha sido adelantado para identificar correctamente todas las etapas en el proceso de comisión de un delito.

### El fraude y la prevención situacional del delito
En los sistemas informáticos diseñados para dejar fuera al delito, una de la tácticas utilizas es valorar el riesgo de cada transacción mientras se está realizando. Salta una alarma ante cualquier indicio de delito. Evitar los fraudes con tarjetas de crédito ha sido últimamente una de las tareas más complejas en todo el mundo, y pese a numerosas iniciativas de prevención, está claro que se necesita hacer más para solucionar el problema.
La prevención del fraude comprende una amplia gama de actividades, entre las que se cuentan sistemas de alerta temprana, señales y patrones de diferentes tipos de fraude, perfiles de usuarios y sus actividades, seguridad informática y evitar que el cliente quede insatisfecho.
Varios factores hacen que esta prevención sea extremadamente difícil: el enorme volumen de datos; la detección rápida y exacta del fraude sin perturbar operaciones legítimas; el desarrollo de nuevos fraudes que eluden las técnicas existentes; y el riesgo de falsas alarmas.
Generalmente, las técnicas de detección de fraude se clasifican en 2 categorías: técnicas estadísticas y técnicas de inteligencia artificial (IA).
Entre las técnicas estadísticas para detectar el fraude se cuentan:
- Agrupación y clasificación para determinar patrones y asociaciones entre conjuntos de datos.
- Algoritmos de emparejado para identificar irregularidades en las transacciones de usuarios comparándolas con las anteriores.
- Preprocesamiento de datos para validarlos, estimar los incorrectos o faltantes, y corregir errores.

Las principales técnicas de inteligencia artificial para detectar el fraude son:
- Minería de datos: categorizar y agrupar datos y automáticamente identificar asociaciones y reglas que pueden ser indicativas de patrones destacados, entre los que se cuenta el fraude.
- Sistemas especialistas de pericia programada mediante reglas para la detección del fraude.
- Reconocimiento de patrones para identificar comportamientos automáticamente o para emparejarlos con determinadas entradas.
- Aprendizaje automático para detectar las características de fraude
- Redes neuronales que pueden aprender patrones sospechosos y, más tarde, detectarlos.